# Saxasjön, Västergötland
Saxasjön är en sjö i Marks kommun i Västergötland och ingår i Viskans huvudavrinningsområde.